# Filmmuseum Berlin
Es un museo alemán dedicado al cine, situado en la planta baja del Sony Center de Berlín. Muestra una completa exposición que recorre la historia del cine del país germano a través de un montaje audiovisual apoyado con maniquíes, vestuario, decorados, maquetas, cámaras, bocetos, máscaras... El museo presta especial atención a la famosa actriz berlinesa Marlene Dietrich  y apartados puntuales al  El gabinete del doctor Caligari o a Metrópolis de Fritz Lang.